# Arctia nigrovenosa
Arctia nigrovenosa är en fjärilsart som beskrevs av Smith 1953. Arctia nigrovenosa ingår i släktet Arctia och familjen björnspinnare. Inga underarter finns listade i Catalogue of Life.